# هونجان
هونجان هي قرية في مقاطعة شهرضا، إيران. عدد سكان هذه القرية هو 2,794 في سنة 2006.